# Olympische Sommerspiele 2012/Teilnehmer (Kambodscha)
| Gelbes Symbol für Goldmedaillen mit stilisierten Olympischen Ringen | Graues Symbol für Silbermedaillen mit stilisierten Olympischen Ringen | Braundes Symbol für Bronzemedaillen mit stilisierten Olympischen Ringen |
| ------------------------------------------------------------------- | --------------------------------------------------------------------- | ----------------------------------------------------------------------- |
| —                                                                   | —                                                                     | —                                                                       |

Kambodscha nahm in London an den Olympischen Spielen 2012 teil. Es war die insgesamt achte Teilnahme an Olympischen Sommerspielen. Das Nationale Olympische Komitee Kambodschas nominierte sechs Athleten in vier Sportarten.

## Teilnehmer nach Sportarten

### Judo
| Männer           |                  |         |         |                |             |
| Ratanakmony Khom | Klasse bis 60 kg | Freilos | Freilos | Nabor Castillo | 0000 - 0100 |

### Leichtathletik
| Athleten     | Wettbewerb | Vorlauf     | Vorlauf | Halbfinale    | Halbfinale    | Finale        | Finale        | Rang          |
| Athleten     | Wettbewerb | Zeit        | Rang    | Zeit          | Rang          | Zeit          | Rang          | Rang          |
| ------------ | ---------- | ----------- | ------- | ------------- | ------------- | ------------- | ------------- | ------------- |
| Frauen       |            |             |         |               |               |               |               |               |
| Chan Seyha   | 200 m      | 26,62 s     | 9       | ausgeschieden | ausgeschieden | ausgeschieden | ausgeschieden | ausgeschieden |
| Männer       |            |             |         |               |               |               |               |               |
| Samorn Kieng | 800 m      | 1:55,26 min | 8       | ausgeschieden | ausgeschieden | ausgeschieden | ausgeschieden | ausgeschieden |

### Schwimmen
| Athleten        | Wettbewerb    | Vorlauf | Vorlauf | Halbfinale    | Halbfinale    | Finale        | Finale        | Rang |
| Athleten        | Wettbewerb    | Zeit    | Rang    | Zeit          | Rang          | Zeit          | Rang          | Rang |
| --------------- | ------------- | ------- | ------- | ------------- | ------------- | ------------- | ------------- | ---- |
| Frauen          |               |         |         |               |               |               |               |      |
| Hem Thon Vitiny | 50 m Freistil | 25,03 s | 57      | ausgeschieden | ausgeschieden | ausgeschieden | ausgeschieden | 57   |
| Männer          |               |         |         |               |               |               |               |      |
| Ponloeu Hemthon | 50 m Freistil | 23,17 s | 48      | ausgeschieden | ausgeschieden | ausgeschieden | ausgeschieden | 48   |

### Taekwondo
| Frauen     |                   |                |     |
| Sorn Davin | Klasse über 67 kg | María Espinoza | 2:3 |